# ちばてつや
ちば てつや（本名：千葉 徹彌、1939年〈昭和14年〉1月11日 - ）は、日本の漫画家。男性。代表作に『あしたのジョー』（原作：高森朝雄）、『ハリスの旋風』、『あした天気になあれ』、『のたり松太郎』、『みそっかす』など。
東京府（東京都の前身）出身。現在は練馬区在住。日本大学第一高等学校卒業。
2005年からは文星芸術大学教授を務める。2012年7月から2018年6月まで日本漫画家協会理事長を務め、2018年6月から同協会会長。2019年4月1日より2022年3月31日まで文星芸術大学学長。
紫綬褒章受章者、旭日小綬章受章者、文化功労者、文化勲章受章者。日本芸術院会員。
『キャプテン』『プレイボール』などが代表作の漫画家ちばあきお、ちばプロダクション社長千葉研作、漫画原作者七三太朗は実弟。

## 来歴

### 生い立ち
1939年（昭和14年）1月11日、東京府東京市京橋区（現：東京都中央区）明石町の聖路加国際病院で生まれる。同年11月に日本を離れ、朝鮮半島を経て1941年1月、2歳の時に満洲国奉天（現：中華人民共和国遼寧省瀋陽市）に渡る。印刷会社に勤めていた父親が暖房用にと貰ってきた紙の切れ端に絵を書いて寒い冬を過ごしていた。
1945年（昭和20年）、同地で終戦を迎え、敗戦に伴い暴動や略奪などが相次ぐ社会的混乱の中、生と死が隣り合わせの過酷な幼少の一時期を過ごした。父の同僚の中国人・徐集川に一家は助けられて、屋根裏部屋にかくまってもらった。翌年家族共々葫芦島へ約200キロメートルを移動、いわゆる葫芦島在留日本人大送還により舞鶴港に引き揚げ、父親の故郷である千葉県海上郡飯岡町（現：旭市）に住んだ後、東京都墨田区に移り住んだ。『ユカを呼ぶ海』を描いた時の浜辺のモチーフは、この飯岡町である。
道ばたに落ちていた豆本で初めて漫画を見る。『アラビアンナイト』を題材にした杉浦茂の作品で、その面白さに衝撃を受け、漫画にのめり込む。しかしちばの家は漫画に対して厳しく、一切禁止されていたため購入や家で読むことはできず、友人の家でこっそりと読むなどしていた。
小学生時にちばが絵を好きなことを見て声をかけた木内堯央と親友になり、彼が作成していた同人誌「漫画クラブ」に1950年（昭和25年）より参加するようになる。

### 貸本時代
高校生だった16歳のちばは、新聞の三行広告で漫画家を募集しているのを見つけて日昭書店に応募。社長の石橋国松は、ちばにプロの生原稿を見せて道具の使い方を教え、試しに描いてくるように指示したため、ちばは本格的な執筆を始めた。約3か月間にわたり、毎回20ページから30ページずつ原稿を持って行くとそのたびに続きを描くように言われていたちばは、これをテストだと思い込んでいたが、128ページ目で話を終わらせるように指示を受けて描いた最後の原稿を持ち込むと、その場で当時の大卒初任給を超える1万2351円を原稿料として石橋から手渡された。
この時に執筆した『復讐のせむし男』は1956年（昭和31年）に貸本として出版され、ちばは17歳で漫画家としてデビュー。以降、高校に通いながら貸本の執筆を続けた。

### 雑誌デビュー
高校卒業を前に先輩の漫画家である鳥海やすに付いて訪れた『少女クラブ』（講談社）の編集部で自身の原稿（江戸川乱歩原作の『魔法人形』）を見せて執筆依頼を受け、読み切り『リカちゃん』を執筆。また同時期に訪れた『少女ブック』（集英社）でも執筆依頼を取り付け、読み切り『舞踏会の少女』を執筆する。両作共に1958年（昭和33年）に発表されたが『少女ブック』が先に発売されたため、『舞踏会の少女』が雑誌デビュー作となった。ともに少女誌となったのは、当時執筆陣が固まっていた少年漫画に比べ、少女漫画の方が新人の入る隙があったためであった。
両作をきっかけに連載も依頼され、同年6月号より『オデット城のにじ』（『少女ブック』）と『ママのバイオリン』（『少女クラブ』）を同時に連載開始する。しかし『少女ブック』がちばの了承なしに別冊への掲載を予告したことを機に講談社との専属契約を結び、『オデット城のにじ』は連載途中で降板する。
1961年（昭和36年）には『週刊少年マガジン』（講談社）において野球漫画『ちかいの魔球』（原作：福本和也）の連載を開始し、少年漫画の執筆にも活動を広げる。1962年（昭和37年）より『少女クラブ』の別冊ふろくで『1・2・3と4・5・ロク』を連載開始し、同年に同作と『魚屋チャンピオン』で第3回講談社児童まんが賞を受賞する。

### 『あしたのジョー』で社会現象に
その後も『紫電改のタカ』、『ユキの太陽』などヒット作を手がけ、1965年（昭和40年）に発表された『ハリスの旋風』はテレビアニメ化され、注目を集めた。
1968年（昭和43年）には劇画作家である高森朝雄（梶原一騎）と組み、ボクシングを舞台とした『あしたのジョー』を発表。同作品は爆発的なヒットとなり、連載されていた『週刊少年マガジン』の発行部部数を飛躍的に伸ばしたほか、一躍社会現象にもなった。

### スポーツ漫画の長期連載
その後は、角界を舞台にした『のたり松太郎』や、プロゴルフを舞台にした『あした天気になあれ』などスポーツ漫画のロングランヒット作に加え、幅広い作品を発表。1980年（昭和55年）にはこれまでの功績を称え、青年漫画家の発掘を主とした講談社主催のちばてつや賞が設立された。
1984年（昭和59年）の創刊時から『GOLFコミック』（秋田書店）の表紙イラストを担当し、2018年の休刊まで続いた。

### 連載活動の休止

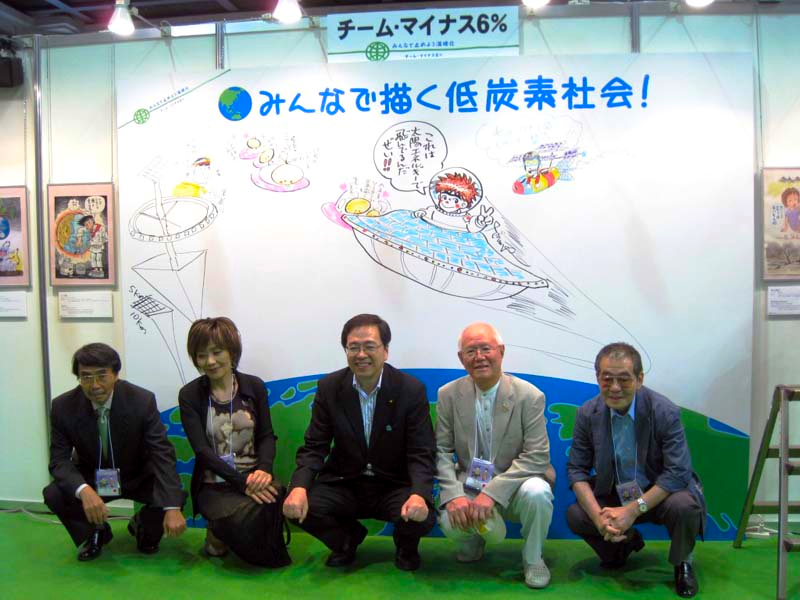
2009年9月6日、国際マンガサミットフェスタにて国際マンガサミット実行委員会委員長水島新司（左端）、マンガジャパン代表理事里中満智子（左から2人目）、環境大臣斉藤鉄夫（中央）、デジタルマンガ協会会長モンキー・パンチ（右端）と

『少年よラケットを抱け』の執筆中、心臓疾患と網膜剥離を患って手術を受けることになり、ちばの身を案じた妻がちばの入院中にスタッフを解散させた。このため、1994年（平成6年）に連載を終了した『少年よラケットを抱け』以降は短編作品の執筆を中心とし、大人数を雇うプロダクション形式での長期連載は行っていない。
1998年（平成10年）には、社団法人日本漫画家協会の常任理事に就任。また、2002年（平成14年）に横浜市で開催された『第5回アジアMANGAサミット』実行委員長に就任し、漫画文化の担い手として活躍する一方、2005年（平成17年）からは文星芸術大学でマンガ専攻の教授を務め、後進の育成に力を注いでいる。
2012年、日本漫画家協会理事長に就任し、2018年6月から同協会会長となる。
2015年、『ビッグコミック』にて『ひねもすのたり日記』を連載開始。
2019年4月1日より文星芸術大学学長に就任。
2021年10月29日、体調を崩し東京都内の病院へ入院した。持病の心臓疾患などの治療を受け、年内に退院予定。
2022年1月4日、自身のブログを更新し仮退院したことを報告した。
2022年2月22日、2022年3月1日付けで文部科学大臣が発令する予定の日本芸術院の新設分野「マンガ」の新会員候補として選出された。同年3月31日、文星芸術大学学長を退任。
2024年8月30日、自身のブログを更新し左目の手術を終えたことと、しばらくの間は休筆することを報告した。同年12月25日発売の『ビッグコミック』2025年1号で『ひねもすのたり日記』の連載を再開し、休載をしないよう頑張っていたが、コロナウイルスに感染していたと報告した。

## 受賞・栄典

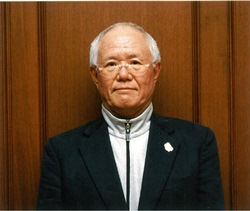
文化功労者顕彰に際して公表された肖像写真

- 1962年 - 第3回講談社児童まんが賞 - 『1・2・3と4・5・ロク』・『魚屋チャンピオン』
- 1976年 - 第7回講談社出版文化賞児童まんが部門 - 『おれは鉄兵』
- 1977年 - 第23回小学館漫画賞青年一般部門 - 『のたり松太郎』
- 1977年 - 第6回日本漫画家協会賞特別賞 - 『のたり松太郎』
- 2001年 - 文部科学大臣賞
- 2002年 - 紫綬褒章[35]
- 2009年 - 第33回講談社漫画賞講談社創業100周年記念特別賞
- 2012年 - 旭日小綬章[36]
- 2014年 - 文化功労者[37]
- 2017年 - 練馬区名誉区民[38]
- 2022年 - 日本芸術院会員
- 2024年 - 第72回菊池寛賞[39]、文化勲章[40][41]

## 家族構成
四人兄弟の長男で、実弟に漫画家のちばあきお（三男）と漫画原作者の七三太朗（四男）がいる。妻は漫画家のチバユキコ。ちばの次男の千葉修平は文星芸術大学で専任講師を務め、父の助手として漫画教育に携わっている。

## 功績・評価
- キャラクター作りの名手として知られる。特に「品行方正」な人物が求められた1960年代の少年、少女漫画の世界に、破天荒で欠点だらけだが愛嬌のある主人公（『ハリスの旋風』）、勝ち気で情に厚いヒロイン（ 『みそっかす』）など型にはまらない人間味のあるキャラクターを登場させ、従来のストーリー重視の作風から、キャラクターの意志に沿ってストーリーを構築していく「キャラクターがストーリーを創る」作劇方法を確立させた[45]。生き生きとしたキャラクターと彼らの作り出す物語は読者の多くの共感と支持を集め、加えてキャラクターの心理や行動を巧みに描写した手法は後進の漫画家にも大きな影響を与えた[46]。
- また誠実な人柄と共に80を過ぎた現在も新作を発表し、漫画文化の担い手として活動する姿は多くの漫画家たちの尊敬を集めている。青山剛昌、高橋留美子、浦沢直樹[47]、荒木飛呂彦、大友克洋[48]、秋本治、あだち充、井上雄彦、宮崎駿などジャンルを超えてその影響や敬意を公言する漫画家も少なくない[49]。
- 少年、少女漫画以外にも1970年代に頻発していた暴力事件から発想を得た『餓鬼』[46]、終戦時の引き上げの際に壮絶な体験を描いた『家路』といった作品も数多く発表しており、人間の暗部を生々しいタッチで描いたリアリズムは批評家からも高い評価を受けている[50]。
- 漫画編集者の鳥嶋和彦は、ちばの漫画を「一目見ただけで、登場人物のキャラクターや心理、ストーリーや状況が理解できる」と評し、少年漫画には必要不可欠なものであると語っている。また鳥嶋自身もちばの代表作である『おれは鉄兵』の19ページの漫画を50回読み返すことで漫画の基礎を学び、その培った知識を若手漫画家に伝授したところ飛躍的に技術が向上したと語っている[51]。

## エピソード
- 漫画家デビュー作の『復讐のせむし男』の元版（日昭館書店）は2018年現在、5冊のみ現存が確認されている（まんだらけ調べ）[52]。
- 漫画家の松本零士とは親友であり、松本が上京したその日に旅館で出会い、松本の部屋に行く約束を交わしたものの、その旅館で生まれて初めてビールを呑んでしまい、酔った挙句にトイレで気絶してしまったことがある[53]。
- 昭和の30年頃、松本零士に騙されて、猿股に生えたササクレヒトヨタケやツヤマグソタケがトッピングされたチキンラーメンを食べさせられたが、「美味い！」とそのまま完食し、後日に松本が白状した際も、一笑にして許したことがある[54]。
- スポーツ愛好家として知られる。執筆中にノイローゼに陥り、気分転換で運動をしたことがその解消につながったことがきっかけであると自著で語っている[55]。漫画の取材を通じて、野球やゴルフなどを嗜むようになりそれがきっかけでさいとうたかをや松本零士など他ジャンルの漫画家と親交を深めるきっかけになったという[56][57]。
- 『ママのバイオリン』（1958年7月 - 1959年5月、『少女クラブ』講談社）の連載時、トキワ荘のメンバーである赤塚不二夫、石ノ森章太郎をはじめとしたメンバーが代筆したことがある。締め切りが迫っていて缶詰状態になった際、ふざけて弟のちばあきおに電気あんまをかけた際に乱闘となり、蹴飛ばされた拍子に窓ガラスに体を突っ込み大けがをしたことが原因である。この一件からちばとトキワ荘のメンバーとの交流が始まり、一連の出来事は後に『トモガキ』という作品にまとめられ、2008年に『週刊ヤングマガジン』にて同年に逝去した赤塚不二夫の追悼として発表された。
- 戦時中の検閲や1950年代の悪書追放運動に遭遇した経験から、「表現は法律などで規制すべきものではなく、常に描く側の良識に委され己れの仕事に対する誇りや自粛に計るべきである」という持論を貫いている。東京都青少年の健全な育成に関する条例改正問題に関しても何度も積極的に発言しており、“非実在青少年”規制には否定的な見解を述べたり、また松文館裁判では証人として持論を述べたほか、自身のホームページでもその件に関わる漫画を公表している。
- 人間描写の力を磨くため、大学に通勤する電車の中で車内の人物をこっそり無断でスケッチしている。ただ、それが元でトラブルになったことも何度かあるという[58]。
- 『あしたのジョー』の力石徹が亡くなったのはちばがボクシングをよく理解せずに、力石徹を丈より大柄に描いてしまったため、設定の都合で、力石徹に減量が必要になってしまったためである。『トリビアの泉』で「力石徹は作者のつじつま合わせで死んだ」というトリビアが紹介され、ちばがコメントをしておりVTRの最後で力石をつじつま合わせで死なせたことに対して、「彼（力石）には申し訳なく思っている」とコメントしている[59]。ただし、ちばは後年、この見解を撤回している。最初は少年院編でのみ登場するキャラクターだったが、梶原が力石のキャラクターを気に入って方針変更したのではないかと語っている[注 3]。
- 漫画家志望者に対しては「キャラクターはシルエットでわかるようにする」「編集者など作品にはじめて触れる読者の反応を意識して作品を作る」「いったん失敗だと思ったキャラクターや物語でも廃棄せずに保存し、時間がたってから再度内容を吟味する」ことをアドバイスとしている[61]。

## 作品リスト
連載作品のみを記載。詳細はちばてつやの漫画作品一覧を参照。
- オデット城のにじ（1958年6月号 - 8月号、少女ブック、集英社） - 初連載作品。
- ママのバイオリン（1958年7月 - 1959年5月、少女クラブ、講談社）
（単行本。母と娘でみる漫画名作館シリーズやちばてつや全集において各全3巻。）
- ユカをよぶ海（1959年6月 - 1960年8月、少女クラブ）
- リナ（1960年9月 - 1961年12月、少女クラブ）
- ちかいの魔球（1961年1月 - 1962年12月、週刊少年マガジン、講談社、原作：福本和也）
- 1・2・3と4・5・ロク（1962年1月 - 12月、少女クラブ） - 1972年及び1988年-1989年に2度ドラマ化されている。
- ユキの太陽（1963年1号（創刊号）[62] - 48号、週刊少女フレンド、講談社）
- ハチのす大将（1963年1月 - 5月、週刊少年マガジン）
- 紫電改のタカ（1963年7月 - 1965年1月、週刊少年マガジン）
- パパのお嫁さん（1964年1号 - 9号、週刊マーガレット、集英社）
- 島っ子（1964年3月 - 1965年6月、週刊少女フレンド、講談社）
- 少年ジャイアンツ（1964年11月 - 1966年11月、少年ブック、集英社）
- ハリスの旋風（1965年4月 - 1967年11月、週刊少年マガジン） - 2度のテレビアニメ化
- アリンコの歌（1965年9月 - 1966年7月、週刊少女フレンド）
- みそっかす（1966年8月 - 1967年8月、週刊少女フレンド） - 『あかねちゃん』としてアニメ化。
- ジャンボ・リコ（1967年39号 - 48号、週刊少女フレンド）
- あしたのジョー（1968年1月 - 1973年6月、週刊少年マガジン、原作：高森朝雄）  - アニメ化・映画化
- テレビ天使（1968年7号 - 50号、週刊少女フレンド）
- 若とのゴン（1968年6月15日付 - 1971年8月26日付、産経新聞）
- モサ（1969年20号 - 1970年2・3号、週刊少年ジャンプ、集英社）
- 餓鬼（1970年6号 - 36号、ぼくらマガジン、講談社）
- おれは鉄兵（1973年8月 - 1980年4月、週刊少年マガジン）  - アニメ化
- のたり松太郎（1973年8月 - 1993年6月、1995年10月 - 1998年5月、ビッグコミック、小学館） - アニメ化
- おれイガオくん（1975年3月23日付 - 12月21日付、読売新聞）
- 練馬のイタチ（1980年7月 - 10月、ヤングマガジン、講談社）
- あした天気になあれ（1981年1月 - 1991年5月、週刊少年マガジン） - アニメ化
- 男たち（1982年1月 - 1983年7月、コミックモーニング、講談社）
- 少年よラケットを抱け（1992年5月 - 1994年6月、週刊少年マガジン、講談社）
- ハネ太（1998年4号 - 1999年13号、コミックアルファ、メディアファクトリー）
- ひねもすのたり日記（2016年1号 - 、ビッグコミック、小学館）

### アニメ作品
- テレビアニメ『3月のライオン』第7話エンドカード
- テレビアニメ『おじゃる丸』放送20周年記念イラスト[63]
- テレビアニメ『UQ HOLDER!』第12話エンドカード
- テレビアニメ『アニ×パラ〜あなたのヒーローは誰ですか〜 episode5 車いすラグビー』キャラクターデザイン[64]
- アニメ映画『風のように』（2016年7月9日）原作（1969年）[65]
- テレビアニメ「住友生命 青春アニメ全集 日本名作文学 『姿三四郎 』」（1986年10月、日本テレビ系列、全3回）キャラクターデザイン

## 展覧会
- 2015年9月 大英博物館「Manga now three generations」（漫画の現在 3世代）展[66] - 星野之宣・中村光とともに、3世代の漫画家のひとりとして取り上げられた。

## その他の活動

### 文庫解説
- 『男おいどん』1巻（著：松本零士 1996年 講談社）
- 『魔女天使』（著：松本零士 1999年 講談社） - 主に松本との交友について書いた。

### 出演
- 課外授業 ようこそ先輩「いかせ! 君のキャラクター」（2000年9月10日 NHK） - 小学生を相手に特別授業を行った。
- 伊集院光とらじおと（TBSラジオ）- ゲストコーナーで伊集院と約30分間、話した。
  - 2017年12月27日 - 『あしたのジョー』の最終回など。
  - 2021年10月20日 - 少年時代の思い出（木内堯央との交友など）、コロナ禍での活動など。
- The News Masters TOKYO（文化放送 2019年2月4日 - 2月8日） - プロゴルファーのタケ小山を相手に約4分×5回話した（ゴルフ関連の話題もあり）。
- 『屋根裏のちばてつや』（NHK総合、2020年6月1日） - ちばの日常を追った30分間のドキュメンタリー番組。
- 浦沢直樹の漫勉 neo『ちばてつや』（NHK Eテレ 2020年10月1日） - 『ひねもすのたり日記』の製作過程を収録した画像を見ながら浦沢と対談した。

## アシスタント出身者
- ちばあきお[6]
- 川三番地[67] - 2013年よりちばてつやのアシスタント時代を描く自伝的漫画『あしたのジョーに憧れて』を執筆。
- 倉田よしみ[68]
- ながとしやすなり[69]
- 政岡としや[70]
- 梅本さちお[71]
- 石井さだよし[72]
- 村尾忠義（村尾ただよし）[73]
- あべりつこ（阿部律子）[46]

## 関連文献
- 『少女マンガはどこからきたの？ 「少女マンガを語る会」全記録』全349頁（本編335頁＋索引など14頁），2023年5月30日第1刷発行，青土社，語る会メンバー12名：水野英子(発起人)/上田トシコ/むれあきこ/わたなべまさこ/巴里夫/高橋真琴/今村洋子/ちばてつや/牧美也子/望月あきら/花村えい子/北島洋子【※発起人水野以外はデビュー順[74]】ISBN 978-4-7917-7553-8